# Blutsbrüder (Serie)
Blutsbrüder ist ein deutscher Krimi, der täglich auf 3min.de als Webserie ausgestrahlt wurde. Die Serie besteht insgesamt aus zwölf Folgen, die zwischen dem 28. Mai und dem 7. Juli 2010 ausgestrahlt wurden.

## Handlung
Der Neuköllner Drogendealer Turbo versucht, den jungen Schlumpf zu seinem Nachfolger heranwachsen zu lassen. Auf den nächtlichen Touren begegnet das Duo dabei allerhand merkwürdigen Kunden. Auch die Polizei, die Turbo schon länger auf den Fersen ist, wird dabei Zeuge der Geschehnisse. Eine Kommissarin versucht, durch Schlumpf, der zuvor schon mehrfach mit dem Gesetz aneinandergeriet, an dessen Mentor heranzukommen.

## Produktion
Regisseur der Serie war Til Obladen, der hauptsächlich für die Entstehung von Werbe- und Musikvideos verantwortlich ist. Jacqueline Thomae war ebenfalls am Drehbuch beteiligt. Der Krimi wurde von Felix Novo de Oliveira gefilmt, der bereits zweimal für den Deutschen Kamerapreis nominiert war und zwei Junioren-Oscars gewann. Die Serie wurde komplett in Berlin gedreht. Die Produktion erfolge durch Elephant Filmproduktion GmbH und VBS.tv.

## Soundtrack
Der Soundtrack zum Film wurde vom Berliner Rapper Alpa Gun geliefert. Der Titelsong der Serie ist Meine Bestimmung. Der Song wurde als Singleauskopplung zu Alpa Guns Album Almanci am 4. Juni veröffentlicht. Außerdem werden in der Serie weitere Lieder von diesem Album angespielt. Im Video zum Song Meine Bestimmung, welches ebenfalls unter der Regie von Til Obladen gedreht wurde, sind auch Ausschnitte aus der Serie zu sehen.